# 243

243(이백사십삼)은 242보다 크고 244보다 작은 자연수다.

## 수학
- 합성수로, 그 약수는 1, 3, 9, 27, 81, 243이다. 진약수의 합은 121이므로, 243은 부족수다.
- 3번째 5제곱수(35)다. 앞의 5제곱수는 32, 다음은 1024다.
- {\displaystyle 243=41+43+47+53+59}
  - 연속하는 소수(素數) 5개의 합으로 나타낼 수 있으며, 이 성질을 지닌 앞의 수는 221, 다음 수는 263이다.
- {\displaystyle 243=3^{3}+6^{3}}
  - 연속하는 두 개의 {\displaystyle 3n}({\displaystyle n}은 자연수)의 세제곱합으로 나타낼 수 있는 가장 작은 수다. 이 성질을 지닌 다음 수는 945다.
  - 연속하는 두 삼각수의 세제곱합으로 나타낼 수 있으며, 이 성질을 지닌 앞의 수는 28, 다음 수는 1216이다.
- {\displaystyle 82^{3}-1}은 243으로 나누어떨어진다.

## 과학
- NGC 243: 안드로메다자리 방향에 있는 렌즈형은하.
- 243 이다(243 Ida): 소행성대에 있는 코로니스족의 소행성.

## 교통

### 철도
- 서울 지하철 2호선 충정로역의 역번호.
- 부산 도시철도 2호선 양산역의 역번호.
- 대구 도시철도 2호선 임당역의 역번호.

### 도로
- 일본 243번 국도(일본어판): 홋카이도 아바시리시에서 네무로시까지 이어지는 일본의 국도.
- 현도 제243호선

## 군사
- U-243(영어판, 독일어판): 제2차 세계 대전에 사용된 나치 독일의 군용 잠수함.

## 문화유산
- 대한민국의 국보 제243호: 초조본 현양성교론 권11
- 대한민국의 보물 제243호: 대구 동화사 마애여래좌상
- 대한민국의 사적 제243호: 서울 석촌동 고분군

## 방송
- B tv의 YTN2 채널 번호.
- B tv 케이블의 엔터TV 채널 번호.
- KT HCN의 스토리TV 채널 번호.

## 기타
- 연도: 243년, 기원전 243년